# Elize du Toit
Elize du Toit (Grahamstown, 21 de febrero de 1980) es una actriz sudafricana.

## Biografía
Elize du Toit nació en Grahamstown, ciudad ubicada en la Provincia Cabo Oriental, Sudáfrica. Pasó la mayor parte de su juventud en Pretoria. Instalada en el Reino Unido, su primera participación importante ocurrió en la serie de televisión Hollyoaks, seguida de producciones para cine y televisión como Doctor Who, Casualty, Material Girl, Coronation Street y Skyfall.
Su papel más reconocido fue el de Izzy Davies en la mencionada telenovela de Channel 4 Hollyoaks, venciendo a cerca de 40 mil aspirantes en las audiciones. Abandonó el programa en 2004 tras cerca de cuatro años de filmaciones en Liverpool.[cita requerida]

## Filmografía

### Cine y televisión
| Año       | Título                 | Papel            | Notas       |
| --------- | ---------------------- | ---------------- | ----------- |
| 2000–2004 | Hollyoaks              | Izzy Cornwell    |             |
| 2005      | Triangle               | Bailey Blake     |             |
| 2006      | The Devil's Chair      | Rachel Fowles    |             |
| 2006      | Dalziel and Pascoe     | Abigail Stewart  | 2 episodios |
| 2006      | The Line of Beauty     | Sophie Tipper    | 1 episodio  |
| 2007      | Flirting with Flamenco | Karen            |             |
| 2007      | Doctor Who             | Mujer siniestra  | 2 episodios |
| 2007      | Hollyoaks              | Izzy Cornwell    |             |
| 2008      | The Bill               | Claire Webster   | 1 episodio  |
| 2008      | Casualty               | Nicola Westland  | 3 episodios |
| 2009      | Homeland               | Sylvie           |             |
| 2009      | Waterloo Road          | Heather          |             |
| 2009      | Ghost Town             | Rachel           |             |
| 2010      | Material Girl          | Katy Travis      | 1 episodio  |
| 2010      | M.I. High              | Sydney Barbour   |             |
| 2011      | Waking the Dead        | Bonnie Yorke     | 2 episodios |
| 2011      | Lewis                  | Andrea de Ritter | 1 episodio  |
| 2011      | Coronation Street      | Jenny            | 1 episodio  |
| 2012      | Skyfall                | Vanessa          |             |